# 米歇爾·韋伯
米歇爾·韋伯（英語：Michel Weber）是比利時的哲學家，於1963年生於布魯塞爾。他是國際知名的懷海德學者，並致力於國際學術社群中推廣懷海德的歷程哲學。他目前已經組織許多相關學術活動與出版計劃，從跨領域的角度探討歷程哲學的各種相關議題。同時，他個人也已出版數量相當可觀的文章探討懷海德的歷程哲學。